# ARA Bahía Paraíso (B-1)
El buque polar ARA Bahía Paraíso (B-1) fue un buque polar de la Armada Argentina construido en 1978, que participó en diversas campañas antárticas y funcionó como buque hospital durante la guerra de las Malvinas.

## Historia

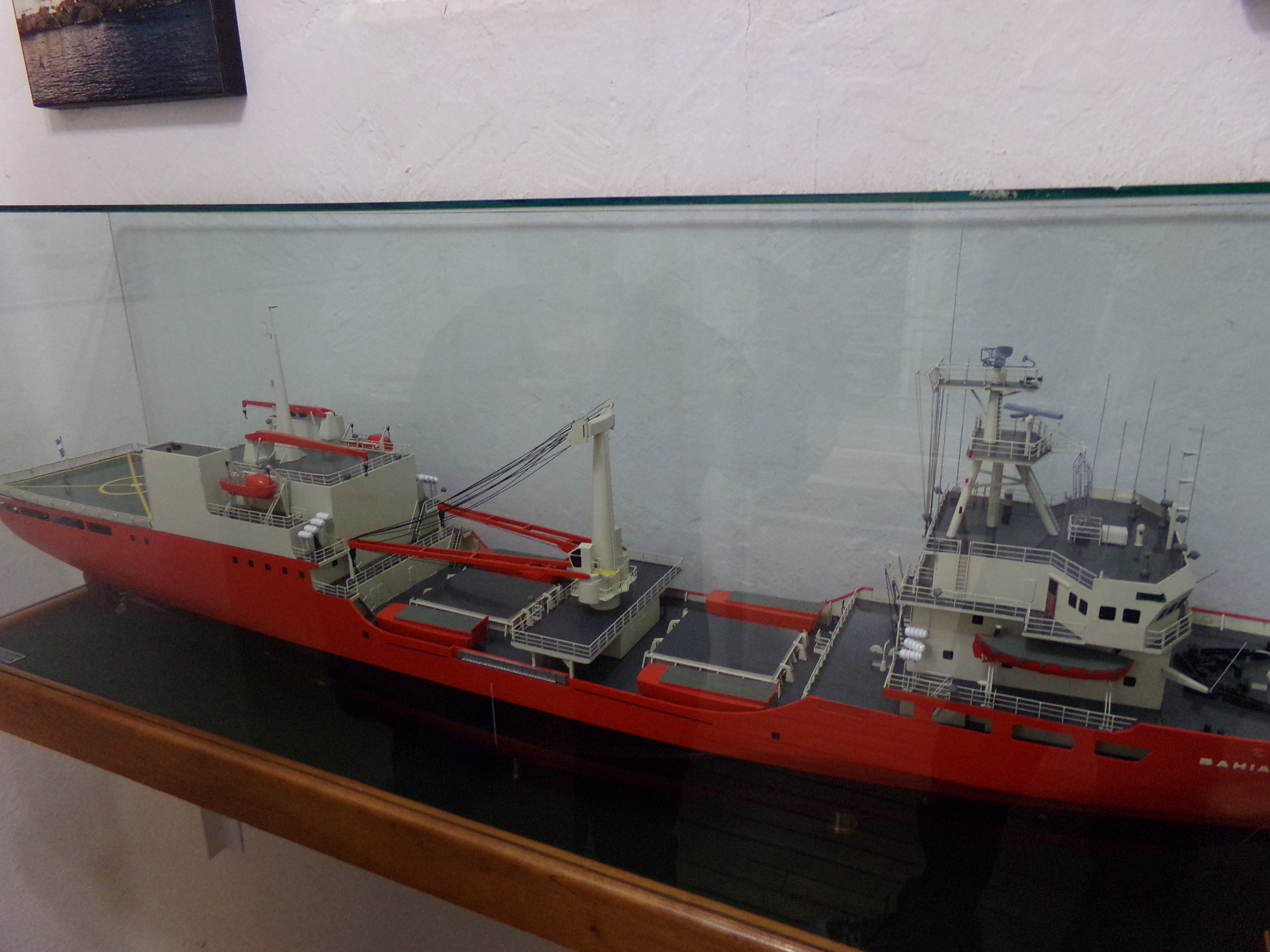
Otra vista de la maqueta del ARA Bahía Paraíso en el Museo Marítimo y del Presidio de Ushuaia.

### Construcción
Construido para la Armada Argentina en los Astilleros Príncipe y Menghi SA, de Dock Sud, provincia de Buenos Aires, fue botado el 3 de julio de 1980, entrando en operaciones el 12 de noviembre de 1981. El buque fue utilizado en la provisión de las bases antárticas argentinas.

### Guerra de las Malvinas

#### Operación Georgias
Su primera participación en la guerra fue en la Operación Georgias que recuperó Grytviken en la isla San Pedro. Hacia marzo de 1982, el Bahía Paraíso (a mando del capitán de fragata Ismael J. García) partía desde la Base Naval Ushuaia hacia la Base Esperanza en la Antártida, transportando a las familias que allí invernarían, para luego dirigirse a las islas Orcadas del Sur y reembarcar al personal de Batallón de Construcciones Navales que había finalizado en ellas el nuevo edificio para el destacamento antártico local.
El 23 de marzo, el Comandante del Grupo Naval Antártico, capitán de navío César Trombetta, al mando del Bahía Paraíso que se hallaba en la base Orcadas, recibió órdenes del Estado Mayor General Naval de dirigirse a máxima velocidad a las islas Georgias del Sur, con la misión de evitar el desalojo del grupo de obreros argentinos de Constantino Davidoff por parte del buque polar británico HMS Endurance, salido a tal efecto desde las islas Malvinas.
El Bahía Paraíso arribó a Puerto Leith en la noche del 24 de marzo y desembarcó a un grupo de 14 militares comandados por Alfredo Astiz (Grupo Alfa), con armamento individual perteneciente al buque. El ARA Bahía Paraíso permaneció en la zona y patrulló con sus helicópteros el área durante las horas subsiguientes. Las noticias procedentes del sur dieron cuenta de un inusual movimiento de buques de guerra de la Armada Argentina en el océano Atlántico Sur. Al llegar a Puerto Leith el HMS Endurance encontró anclado al ARA Bahía Paraíso, luego ambos barcos estuvieron persiguiéndose y escondiéndose alrededor de las islas hasta perder contacto entre ellos el 31 de marzo.
El 1 de abril el Estado Mayor General Naval recibió la Orden de Operaciones N.º 1/82 «S» para «ocupar Grytviken y mantener Leith a fin de asegurar el dominio de las islas Georgias», para lo que ordenó a la corbeta misilística ARA Guerrico, al mando del capitán de fragata Carlos Alfonso, unirse al ARA Bahía Paraíso, equipado con dos helicópteros de la Agrupación Antártica (1 Puma del Ejército Argentino, 1 Alouette (del Comando de Aviación Naval de la Armada Argentina) y un grupo de 40 infantes de marina al mando del teniente de navío Guillermo Luna que se unieron a las fuerzas de Astiz en Puerto Leith. Hasta esa fecha las Georgias del Sur no habían estado comprendidas en el Teatro de Operaciones Malvinas.
Con las unidades disponibles se formó el Grupo de Tareas 60.1, con César Trombetta como comandante, incluyendo al Bahía Paraíso, al mando del capitán de fragata Ismael J. García.
El 2 de abril, la ARA Guerrico entró en la bahía Cumberland a las 17:00 horas, Debido al mal clima, los planes de las fuerzas argentinas para ese día en las Georgias del Sur se vieron frustrados y se los postergó para el 3 de abril. De acuerdo al plan, el primer aterrizaje de fuerzas argentinas en la punta Coronel Zelaya debía ser realizado por el helicóptero Alouette desde la ARA Guerrico, seguido por tres oleadas de infantes de marina en el Puma desde el ARA Bahía Paraíso. Después de enviar un mensaje de radio exigiendo la rendición de los británicos, Trombetta debía ordenar a la ARA Guerrico hacer un avance sobre la caleta Capitán Vago, justo enfrente a Punta Coronel Zelaya. La corbeta solo estaba autorizada a usar sus armas de fuego a pedido de las fuerzas de tierra. Los hombres de Astiz debían permanecer en la retaguardia a bordo del ARA Bahía Paraíso. Todas las fuerzas implicadas debían evitar las muertes enemigas todo el tiempo posible.
A las 11:10 del 3 de abril desde el ARA Bahía Paraíso se exigió la rendición de Grytviken con un mensaje en idioma inglés, repetido tres minutos después. El mensaje afirmaba que Rex Hunt (el gobernador colonial británico de Malvinas) se había rendido, no solamente en dichas islas, sino que también en sus dependencias, lo cual era falso.

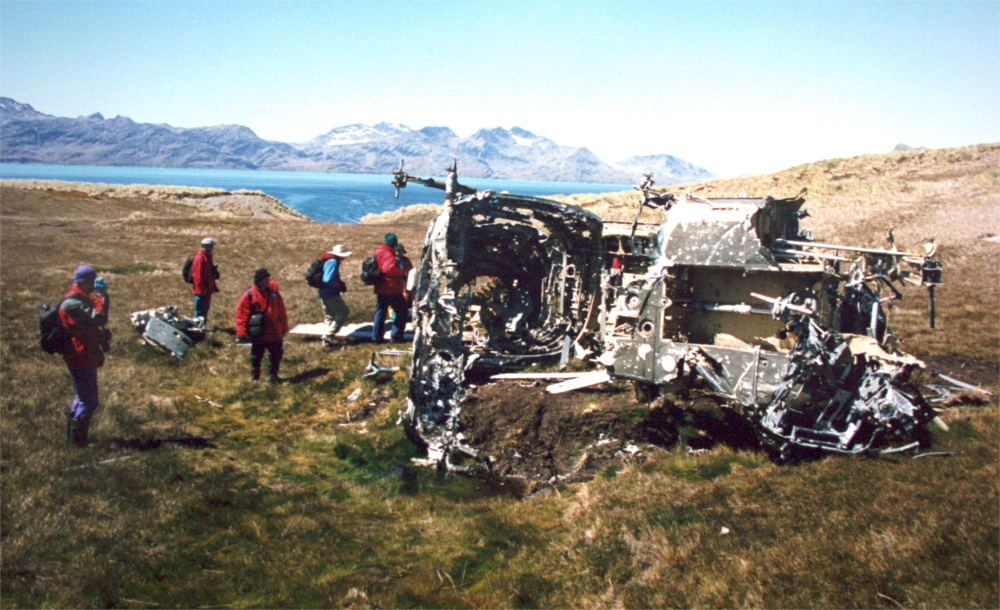
Restos del helicóptero Puma argentino.

El helicóptero Puma había puesto en tierra al primer grupo de 15 infantes de marina argentinos en punta Coronel Zelaya en donde los marines reales británicos estaban atrincherados. La segunda oleada de infantes de marina salió pocos minutos después a las 11:47 (UTC-3) desde el Bahía Paraíso a bordo del Puma, formada por el teniente de corbeta Giusti con otros 14 infantes y una ametralladora. El comandante del grupo argentino en tierra, había pedido que la segunda oleada sea la que debía llegar en tercer término equipada con morteros de 60 mm, pero los infantes de marina ya estaban en vuelo. El aterrizaje tuvo lugar a la vista del destacamento británico.
El helicóptero estuvo al alcance de las armas de los británicos y sus hombres en ese momento. La aeronave fue granizada por un intenso fuego de armas automáticas, pero el piloto pudo cruzar la caleta Vago y aterrizó de emergencia el helicóptero en la costa sur de la misma, en la orilla opuesta a la punta Coronel Zelaya. Allí fallecieron Mario Almonacid, Jorge Néstor Águila y otros cuatro resultaron heridos. El resto quedó fuera de posición de combate.
La corbeta ARA Guerrico y el ARA Bahía Paraíso partieron desde Grytviken a las 3:15 del 4 de abril, rumbo a Río Grande en la isla Grande de Tierra del Fuego. Este último trasportó a los infantes de marina británicos prisioneros hasta Río Grande, desde donde fueron enviados por avión a la Base de Infantería de Marina en puerto Belgrano donde permanecieron por 12 días. Luego fueron transportados por avión a Montevideo, llegando al Reino Unido el 20 de abril.

#### Buque hospital
Al principio de la guerra de las Malvinas, la Armada convirtió al B-1 en buque hospital en los talleres generales de la Base Naval Puerto Belgrano. La nave equipó 240 camas de internación, además de incorporar personal y equipos del Hospital Naval Puerto Belgrano. En total, los navales dotaron al Bahía Paraíso de cuatro quirófanos, dos centros de recepción y clasificación de heridos, un laboratorio de análisis clínicos y hemoterapia, dos salas de rayos, dos salas de internación general con 120 camas, diez camarotes de internación con cuatro cuchetas cada uno, un puesto de descontaminación química y una sala de terapia intensiva con diez camas. Asimismo, se instalaron un centro de sanidad en combate, un depósito de cadáveres, además de cocinas, lavaderos, etcétera.
El buque hospital Bahía Paraíso zarpó de Puerto Belgrano el 27 de abril. Navegó por el mar argentino sin novedades hasta el 2 de mayo, día en que el crucero ARA General Belgrano (C-4) fue hundido. El B-1 marchó apresuradamente a la zona del ataque para recuperar los náufragos. El 4 de mayo el buque rescató 79 marinos. En esas horas se dejó de buscar sobrevivientes para solo recuperar balsas con marinos muertos por congelamiento. El B-1 recibió tres quemados y un cadáver del grupo de náufragos rescatado por el destructor ARA Piedrabuena (D-29).
El 8 de mayo, el rompehielos chileno Piloto Pardo entregó los restos de otros dos marinos. El Bahía Paraíso desembarcó 71 sobrevivientes y 18 cadáveres.
El 31 de mayo el ARA Bahía Paraíso recibió la visita de una comisión del Reino Unido, que arribó en helicópteros desde la flota enemiga. El 2 de junio el buque hospital marchó al norte de la isla Soledad en procura de la tripulación de un avión argentino derribado. Sin recuperar sobrevivientes, el B-1 abandonó la búsqueda. Después, recibió 47 soldados argentinos del buque británico HMHS Uganda.
El 5 de junio el buque fondeó en la bahía Fox para recibir heridos y entregar efectos de salud y alimentación a la guarnición establecida en el asentamiento homónimo. Posteriormente hizo lo mismo en Puerto Howard.
El 10 de junio dos miembros de la Cruz Roja inspeccionaron el buque por la Convención de Ginebra sin objetar nada.
En el final de la guerra evacuó al continente heridos, soldados exprisioneros y civiles. Recibió la medalla de «Operaciones en Combate» por sus logros durante la guerra.
Días después de la rendición argentina, el 26 de junio el Bahía Paraíso trasladó a los soldados argentinos desde Puerto Argentino/Stanley al continente. Allí también viajaba Alejandro Betts, malvinense con DNI argentino.

### Turismo en la Antártida
Entre el 9 de diciembre de 1986 y el 25 de enero de 1987 el ARA Bahía Paraíso realizó cuatro cruceros turísticos a la Antártida.

### Naufragio
Encalló y naufragó el 28 de enero de 1989, frente a la base Palmer de los Estados Unidos en la isla Anvers del archipiélago Palmer en la Antártida tras chocar con una roca cuando trasladaba a un grupo de turistas. La zona por la que navegaba el buque cuando naufragó poseía, según cartas náuticas en inglés, "dangerous ledges and pinnacles", lo que indica el error de haber navegado en esas aguas. Como resultado del esfuerzo de su tripulación se limitó el derrame de combustibles. La tripulación fue rescatada por el Buque de Investigación Oceanográfica Las Palmas de la Armada Española.